# César Chevalier-Malibert
César Elisabeth Chevalier-Malibert est un homme politique français né le 19 janvier 1751 à Mayenne (Mayenne) et mort le 25 février 1825 à Paris.

## Biographie
Il est le fils de Julien Chevallier, notaire, décédé à Mayenne en 1784 et Jeanne Bignon. Il est le petit-fils de Jacques Chevalier et de Catherine Brault. Le lieu de Malibert dont il se titrait est de la Croixille. Il était avocat avant la Révolution française.
Il fut nommé le 7 juillet 1790 membre du Directoire du département de la Mayenne, dans l'église des Cordeliers de Laval, et assistait en cette qualité à la séance du 30 novembre 1790. Administrateur du département en 1790.
Aux élections législatives de 1791,il est élu député de la Mayenne à l'Assemblée législative, le 7e sur 8, par 170 voix sur 272 votants. Il siégea parmi les modérés. Il ne s'y fit remarquer que par la modération de ses votes, ce qui le fit classer parmi les suspects.
Il rentra à Mayenne, et un mandat d'arrêt fut lancé contre lui ; mais il put éviter la prison en se cachant. On cessa même toute investigation lorsque son ancien collègue François Grosse-Durocher eut affirmé que Chevalier-Malibert avait passé à l'étranger.
On le retrouve juge de paix de Mayenne en l'an X, puis, sous le Premier Empire, le 18 octobre 1808, juge-suppléant. Le 18 octobre 1808, Chevalier-Malibert fut élu, cette même année, par le collège électoral de l'arrondissement, candidat à la députation, mais ne fut pas agréé par le Sénat chargé de désigner les députés au Corps législatif. Il est désigné comme un des Grands notables du Premier Empire du département de la Mayenne.
Rallié à la Restauration, Le 25 septembre 1816, il fut de nouveau nommé candidat à la députation par le collège de l'arrondissement de Mayenne et élu aux Élections législatives de 1816, député par le collège du département, comme royaliste, le 4 octobre 1816, au collège de département, député de la Mayenne par 107 voix (192 votants, 242 inscrits). Il fit partie de la majorité de la Chambre jusqu'en 1819. Son élection fut validée, après avoir été combattue dans la séance du 8 novembre à la chambre des députés.
Aux élections législatives de 1819, Chevalier-Malibert échoua. Et aux Élections législatives de 1820, Chevalier-Malibert échoua à nouveau, quoiqu'il se fût porté avec Louis de Hercé, royaliste  Il fut de nouveau candidat, mais sans succès, aux Élections législatives de 1816 : il obtint 51 voix contre 218 à Louis de Hercé, qui fut élu. Il mourut à Paris l'année suivante, le 25 février.

## Sources
- « César Chevalier-Malibert », dans Adolphe Robert et Gaston Cougny, Dictionnaire des parlementaires français, Edgar Bourloton, 1889-1891 [détail de l’édition]
- « César Chevalier-Malibert », dans Alphonse-Victor Angot et Ferdinand Gaugain, Dictionnaire historique, topographique et biographique de la Mayenne, Laval, A. Goupil, 1900-1910 [détail des éditions] (BNF 34106789, présentation en ligne), t. I et t. IV, article Chevalier-Malibert

### Sources utilisées par l'Abbé Angot
- Registre du Directoire
- Dom Piolin, Histoire de l'Église du Mans, t. VII, p. 92, 149, 295.
- Queruau-Lamerie, Les députés de la Mayenne, p. 27.